# Dancing with the Moonlit Knight
"Dancing with the Moonlit Knight" es la primera canción en el álbum Selling England by the Pound del grupo de rock progresivo Genesis, publicado en 1973.

La potente voz a cappella de Peter Gabriel abre la canción. Luego, progresivamente 

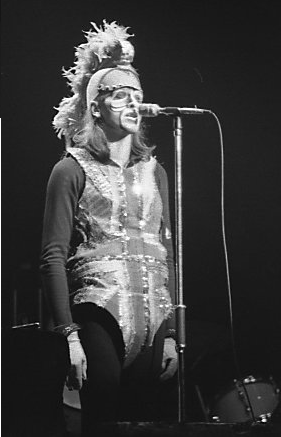
Peter Gabriel interpretando a Britannia personaje correspondiente a la canción Dancing With The Moonlit Knight..

la canción se hace más dura y fuerte, convirtiéndose en un potente número del rock. Es notable que el guitarrista Steve Hackett haya utilizado las técnicas de tapping y sweep-picking en esta canción. La fuerza de "Dancing With the Moonlit Knight" está vinculada con la unión de sus letras (en la primera mitad) y con su energía (en la segunda mitad). El canto teatral de Gabriel está complementado por una delicada instrumentación, emulando la fuerza que se podía encontrar en canciones como "The Knife". 
La melodía de esta canción es repetida en una forma diferente al final de "The Cinema Show". Los compases de la melodía son desplazados hacia adelante. La última canción del álbum "Aisle of Plenty", es una repetición de "Dancing with the Moonlit Knight". Esto le da al álbum la sensación del final de un libro, un efecto que fue utilizado de la misma forma en álbumes posteriores como A Trick of the Tail y Duke.
"Dancing with the Moonlit Knight", tanto en estudio como en vivo, contiene una de las secciones de batería más inventivas hechas por Phil Collins. Fue parte de los conciertos de Genesis entre 1973 y 1974, siendo descartada (como muchas otras de ese período) luego del lanzamiento de The Lamb Lies Down on Broadway y fue vuelta a tocar en muy pocas oportunidades. Fue interpretada en el concierto de reunión de 1982, cuando Gabriel se unió al grupo por única vez luego de su partida en 1975. Una versión en vivo de la misma puede ser encontrada en el álbum Genesis Archives, Vol. 1: 1967-1975.

## Letras
Con "Dancing With the Moonlit Knight," el Genesis de Peter Gabriel creó una de sus canciones más atrapantes. Las letras de la canción son una crítica a la sociedad inglesa actual y posee un carácter meláncólico por la "Antigua Inglaterra". Cantada en vivo, Gabriel salía vestido con una bandera de Inglaterra, casco y lanza, personificando a Britania (una vieja personificación, inspirada en los griegos). Además, en las letras de esta canción es en donde se encuentra el nombre del álbum.
La canción se encuentra cargada de referencias británicas que podrían perderse para quien no este familiarizado con esta cultura. A continuación se presentan algunas referencias que se pueden encontrar en la letra de esta canción, junto a su correspondiente explicación:
- Unifaun: El Unifauno aparentemente no tiene conexión con la fauna mitológica, pero tiene un rango mercenario, equivalente a un soldado. Lo siguiente está tomado de una edición italiana de "Selling England By The Pound" por Edward Antoniu: Unifauno es un juego de palabras que representa a la antigua Inglaterra. Desde uniforme, unicornio, fauna (cervato o fauna en general). Por lo tanto, Gabriel no estaba utilizando la palabra Unifauno como algo particular, sino para referirse a la nostalgia que se representa en la canción por la antigua Inglaterra.
- Queen of Maybe: Reina del Quizás, quien en la antigua Inglaterra, solía representar el comienzo de una buena temporada y la esperanza de una buena cosecha. Hoy, "Reina del Quizás" es usado en Inglaterra solo en anuncios comerciales de productos y "Reina de la Oportunidad" representa a la moderna Inglaterra.
- Citizens of Hope and Glory: "Ciudadanos de Esperanza y Gloria" es el pueblo inglés. Del himno "Tierra de Esperanza y Gloria".
- Wimpey: Wimpey era una famosa cadena de hamburgueserías autóctona de Inglaterra. Wimpey era una hamburguesa que ellos preparaban. Tomaron su nombre de Wimpey en los dibujos de Popeye, porque siempre comía hamburguesas. Su eslogan era "Con mucho gusto te pagaré el Martes la hamburguesa de hoy."
- Grial: La copa de Cristo en la última cena, la cual, de acuerdo a la leyenda, es llevada a Inglaterra a la corte del Rey Arturo. Representa el esplendor de la época.
- Knights of the Green Shield stamp and shout: "Los caballeros del escudo verde patalean y gritan" es uno de los muchos juegos de palabras del álbum que puede perderse como tal. Consiste en que también puede interpretarse como "Los caballeros de los cupones verdes patalean y gritan". Los cupones verdes solían ser expedidos cuando se compraban bienes en una tienda, se juntaban y cuando se tenían suficientes podían cambiarse por otros bienes. Era un truco promocional para animar a comprar en ciertas tiendas, aunque en la actualidad los cupones verdes son premios al estilo "raspe y gane".

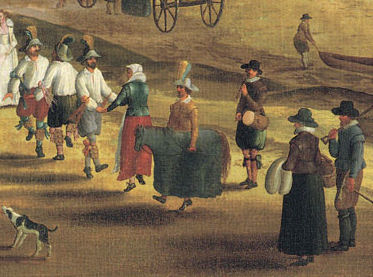
Thames at Richmond, with the Old Royal Palace (det.). Pintura anónima, ca. 1620. Museo Fitzwilliam, en Cambridge.

- Old Father Thames: El Támesis es un río de Inglaterra que pasa por Londres, y "El Anciano Padre Támesis" es el espíritu de este río, representado como Thames at Richmond, with the Old Royal Palace (det.). Pintura anónima, ca. 1620. Museo Fitzwilliam, en Cambridge.un hombre anciano con barba ondeante y simboliza el pasado británico. Es parte del folklore de este país.
- You play the hobbyhorse, I'll play the fool: "Tu juegas con el caballito, yo jugaré al loco", el caballito y el loco son personajes en el baile de Morris, un baile tradicional inglés.

## Formación
- Peter Gabriel: Voz, flauta travesera, aro de sonajas y bombo
- Steve Hackett: Guitarras acústicas y eléctricas
- Mike Rutherford: Bajo, guitarra acústica y pedaleras
- Phil Collins: Batería
- Tony Banks: Melotrón, piano y órgano Hammond